# Fabian Döttling
Fabian Döttling (* 4. August 1980 in Heilbronn) ist ein deutscher Großmeister im Schach.

## Leben
Fabian Döttling wuchs in Obersulm-Affaltrach auf und lernte Schach im Alter von acht Jahren bei seinem Vater Gustav (* 1955), der regionales Schulschach veranstaltet und im Verein TSV Willsbach die Jugendabteilung leitet. Döttling studierte an der Ruprecht-Karls-Universität Heidelberg Englisch und Geschichte auf Lehramt. 2008 schloss er dieses Studium erfolgreich ab. Seine Zulassungsarbeit zum Staatsexamen trägt den Titel Zur Bedeutung des Schachspiels im Modernen Englisch-sprachigen Roman. In seiner Jugend spielte Fabian Döttling im Verein als Torwart Handball. Seit 2010 unterrichtet er am Evangelischen Paul-Distelbarth-Gymnasium in Obersulm die Fächer Englisch und Geschichte.

## Schach

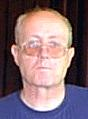
1. Trainer: Gerhard Fahnenschmidt (1940–2016)

Fabian Döttling gilt als Spezialist für die Caro-Kann-Verteidigung. Seit November 2000 ist er Internationaler Meister. Seit Oktober 2003 trägt er den Großmeistertitel – die Normen hierfür erreichte er zwischen April 1999 und Juli 2003 in der deutschen Schachbundesliga, in Bad Wiessee, Tel Aviv und Baden-Baden. Trainiert wurde er als Kind im Stuttgarter Landesstützpunkt von Gerhard Fahnenschmidt, als Jugendlicher trainierte er ein paar Mal mit Klaus Darga.

### Vereinsschach
Mit neun Jahren spielte Fabian für den TSV Willsbach, seinen ersten Schachverein, bei dem er heute noch passives Mitglied ist. 1995/96 holte ihn FM Christian Bossert zu den Schachfreunden Baiertal-Schatthausen, mit denen er 1996 in die 2. Liga Süd und 2000 in die Schachbundesliga aufstieg. Dort spielte er am zweiten Brett hinter Rolf Schlindwein. In der Saison 2001/02 spielte er für Castrop Rauxel. Ab der Saison 2002/03 spielt er bei der OSG Baden-Baden, die damals noch Schachclub Baden-Oos hieß. Mit dem Baden-Badener Verein wurde er sechsmal (2006, 2007, 2008, 2009, 2011 und 2022) deutscher Mannschaftsmeister sowie viermal Mannschaftspokalsieger und zweimal Blitzmannschaftsmeister. Bei der Deutschen Blitzmannschaftsmeisterschaft 2007 in Rinteln erzielte er mit 23,5 aus 25 das beste Einzelergebnis. In der niederländischen Meesterklasse spielte Döttling in der Saison 2000/01 für Schaakstad Apeldoorn, von 2001 bis 2004 für VastNed Rotterdam, von 2004 bis 2006 für De Variant Breda, mit dem er 2005 und 2006 niederländischer Mannschaftsmeister wurde und in der Saison 2007/08 für Schrijvers Rotterdam. In Frankreich spielt er für den Cercle d’Echecs de Strasbourg, mit dem er 2007 den französischen Mannschaftspokal gewinnen konnte und im selben Jahr am European Club Cup teilnahm.

### Einzelmeisterschaften

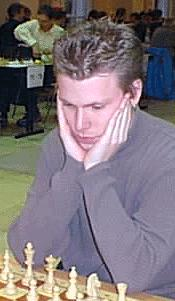
Fabian Döttling
2003 in Bad Wiessee

1991 gewann er die U11-Meisterschaft Baden-Württembergs, 1995 wurde er in Rosenheim deutscher Jugendmeister U15. 1996 wurde er in Rimavská Sobota erster deutscher Jugend-Europameister U16 (7 aus 9). Trainiert wurde er zu dieser Zeit von Christian Bossert. 1998 wurde er Fünfter hinter Péter Ács bei den Jugendweltmeisterschaften U18 in Oropesa del Mar (Spanien). Im Jahre 2000 wurde er in Leopoldsburg NATO-Meister im Einzel (1 Punkt Vorsprung) und mit der Bundeswehrmannschaft (3,5 Punkte Vorsprung). 2001 gewann er in Framingham, Massachusetts ex aequo mit Aleksander Wojtkiewicz, Joel Benjamin und Alexander Stripunsky die Offene Schachmeisterschaft der Vereinigten Staaten (US Open). Im selben Jahr und erneut 2002 gewann er in einem Zweierteam mit Rolf Schlindwein ein 36-stündiges Non-Stop-Blitzturnier in Magdeburg. 2003 wurde er ungeschlagener Zweiter beim Info-Score-Turnier in Baden-Baden (hinter Suat Atalık), im selben Jahr wurde er punktgleich Zweiter bei der 7. Offenen Internationalen Bayerischen Meisterschaft in Bad Wiessee, erneut hinter Suat Atalık. 2005 gewann er das Untergrombach Open in Bruchsal-Untergrombach, 2006 wurde er in einem GM-Turnier, dessen erste Hälfte in Hockenheim ausgetragen wurde und die zweite Hälfte in Willingen Zweiter. 2006 gewann er das Dos Hermanas-Internetblitzturnier auf dem ICC-Server, bei dem er in Ausscheidungsspielen gegen Maxim Dlugy, Gata Kamsky, Magnus Carlsen und Bu Xiangzhi gewann.

### Nationalmannschaft
1996 bei der U16-Schacholympiade in Montenegro holte er 7 Punkte aus 9 Partien am ersten Brett der deutschen Mannschaft, die Platz 10 belegte (mit Ferenc Langheinrich, Martin Zumsande und Oliver Nill). Döttling nahm dreimal am Mitropa-Cup teil. 2000 in Charleville-Mézières verpasste er am zweiten Brett mit 6,5 Punkten aus 9 Partien knapp eine GM-Norm. 2002 erreichte er in Leipzig mit der deutschen Nationalmannschaft punktgleich nach Mannschaftspunkten den zweiten Platz hinter Slowenien. In diesem Turnier erhielt er eine Goldmedaille für sein Ergebnis von 6,5 aus 8 am vierten Brett. Den Mitropa-Cup 2003 in Pula gewann er mit der deutschen Mannschaft mit einem wiederum positiven Ergebnis von 5 aus 9, diesmal am dritten Brett.